# Staring at the Sun
«Staring At The Sun» es la quinta pista del álbum Pop (1997) de la banda irlandesa U2, y fue editado como segundo sencillo, llegando al puesto número uno de la lista US Modern Rock Tracks.

## Datos
A diferencia de los otros temas del álbum Pop esta es una canción predominantemente acústica. Fue producida por Flood y también contó con la colaboración de Steve Osborne en los teclados.
La canción incluye un verso, "Stuck together with God's glue", tomado directamente del título del álbum de otra banda irlandesa, Something Happens, quiénes son buenos amigos de U2.
El sencillo apareció en abril de 1997 y alcanzó el puesto número tres en el Reino Unido y el número veintiséis en Estados Unidos. La versión del CD contenía unos temas extras: North and South Of The River y Your Blue Room. También ofrecía una versión remix que estaba compuesta por tres mezclas de Staring At The Sun realizadas por The Sonic Morticians, Flood y Rob Kirwan, más North and South Of The River.
Para el álbum recopilatorio The Best of 1990-2000, grabaron una nueva versión de este tema durante las sesiones de grabación del verano de 2002, en las que fueron grabados los temas "Electrical Storm" y "The Hands That Built America", junto a otros temas del álbum Pop.
Está incluida también en Please: PopHeart Live EP, en el sencillo "Please", en PopMart: Live from Mexico City, en Hasta la Vista Baby! y U2 Go Home: Live from Slane Castle.

## En directo
U2 interpretó la canción por primera vez en directo el 25 de abril de 1997 en el Sam Boyd Stadium de Las Vegas durante el concierto de apertura de la Popmart Tour.
Siguió siendo interpretada durante esta gira en versión acústica a dos guitarras y con adición de voz de The Edge en el estribillo. También apareció durante el Elevation Tour, siendo la una de las pocas canciones de Pop interpretada durante toda esta gira.

## Posicionamiento
| Listas (1997)                         | posición |
| ------------------------------------- | -------- |
| U.S. Billboard Modern Rock Tracks     | 1        |
| Canadian Singles Chart                | 1        |
| Los 40 Principales Spain              | 1        |
| U.S. Billboard Mainstream Rock Tracks | 2        |
| UK Singles Chart                      | 3        |
| Eurochart Hot 100 Singles             | 21       |
| U.S. Billboard Hot 100                | 26       |
| Australian ARIA Singles Chart         | 23       |
| German Singles Chart                  | 78       |